# Arnaldo Guerrini
Arnaldo Guerrini (Ravenna, 8 febbraio 1894 – Ravenna, 8 luglio 1944) è stato un antifascista italiano. Diede apporto rilevante alla creazione di un vasto e organizzato movimento antifascista in Italia, soprattutto in Romagna.

## Biografia
Nato da Primo Guerrini e Assunta Raffaeli, studiò alle scuole tecniche a Ravenna. Aderì in giovane età al Partito Repubblicano Italiano (PRI) e ne fu tra gli organizzatori delle prime Federazioni giovanili in Romagna. 

### Prima Guerra Mondiale
Ai primi di aprile del 1914 partì volontario con la Legione Garibaldina che combatté nelle Argonne. In seguito all'entrata in guerra dell'Italia nel giugno del 1915 rientrò a Ravenna per arruolarsi nel 28º Reggimento Fanteria. Nel 1917 fu ferito sul fronte del Carso e questo gli valse la medaglia al valor militare.

### Attività sindacale e politica
Nel periodo tra le due guerre si impegnò nell'organizzazione sindacale ricoprendo la carica di segretario dell'Unione Italiana del Lavoro (UIL) di Lugo e di Rimini e del sindacato birocciai di Ravenna tra 1919 al 1922.
A seguito delle posizioni intransigenti contro lo squadrismo fascista entrò in conflitto con la maggioranza del PRI ravennate, che nel luglio del 1922 aveva firmato un accordo con il Partito Fascista.
Si iscrisse al movimento clandestino Italia Libera, fondato nel 1923, divenendone l'attivo organizzatore in Romagna. 
Tra il 1923 e il 1924 scrisse una serie di corrispondenze per La Voce Repubblicana nelle quali denunciava le violenze e le sopraffazioni dei fascisti locali, firmandole con lo pseudonimo Mario Rossi.
Lavorando come rappresentante per una compagnia assicuratrice approfittò dei continui viaggi per mantenere i contatti con gli antifascisti romagnoli, riuscendo a stabilire collegamenti anche con gli esuli repubblicani in Francia.

### Aggressione e confino
L'11 settembre 1926 subì un'aggressione squadrista e venne ferito alla testa. 
Il 19 novembre 1926 fu arrestato a Bologna e condannato a cinque anni di confino nell'isola di Lipari, dove ebbe occasione di stringere legami con altri antifascisti quali Mario Angeloni, Gioacchino Dolci, Paolo Fabbri, Emilio Lussu e Francesco Fausto Nitti. 
Nel dicembre 1927 venne liberato, beneficiando del condono per i suoi trascorsi di volontario e del cattivo stato salute. 
Il 7 settembre 1928 fu nuovamente arrestato a Milano per aver tentato di far pervenire una lettera a Nullo Baldini e Fernando Schiavetti, fuorusciti in Francia, e condannato a quattro anni e otto mesi di carcere, che scontò nei reclusori di Montelupo Fiorentino, Sulmona e Roma prima di essere liberato nel 1932 per amnistia. 
La scarcerazione mise subito il Guerrini nelle condizioni di riprendere le fila del movimento antifascista, giovandosi dei contatti intessuti durante il confino con esponenti del movimento Giustizia e Libertà, a cui aveva aderito. 
Tra il 1933 e il 1935 si fece promotore di varie riunioni nel circondario ravennate ed estese il suo raggio d'azione all'Italia centrale e settentrionale. Nel 1935 incontrò a Milano Carlo Ludovico Ragghianti, con il quale stabilì un intenso rapporto di amicizia e di collaborazione politica.

### Rapporti con il Partito d'Azione
Nonostante fosse legato alle figure dei suoi fondatori, non si iscrisse al Partito d'Azione (Pd'A), perché non convinto dal programma, e nel febbraio del 1943 prese parte alla costituzione dell'Unione dei Lavoratori Italiani (ULI) che raccoglieva esponenti del movimento repubblicano-socialista, ma poi se ne allontanò quando divenne chiaro che l'intento principale del movimento era quello di ridurre l'influenza in Romagna di socialisti e comunisti e non la lotta contro i nazifascisti. 

### Arresto e decesso
Per proseguire nella difficile opera di tessere tentativi di ricucitura tra le varie tendenze politiche in cui si era frantumato il movimento romagnolo, Guerrini si espose a gravi rischi. 
Il 5 gennaio 1944, nel corso di una riunione a Ravenna, venne arrestato insieme con gli altri partecipanti. Trasferito a Bologna e consegnato alle SS tedesche, da queste fu sottoposto a maltrattamenti e sevizie che resero necessario il suo ricovero in ospedale, prima a Bologna poi a Cervia, e quindi a Ravenna, dove morì l'8 luglio 1944.

## Intitolazioni
Ad Arnaldo Guerrini è intitolata una via a Ravenna e porta il suo nome una Sezione del PRI della città.